# Kondenzace DNA

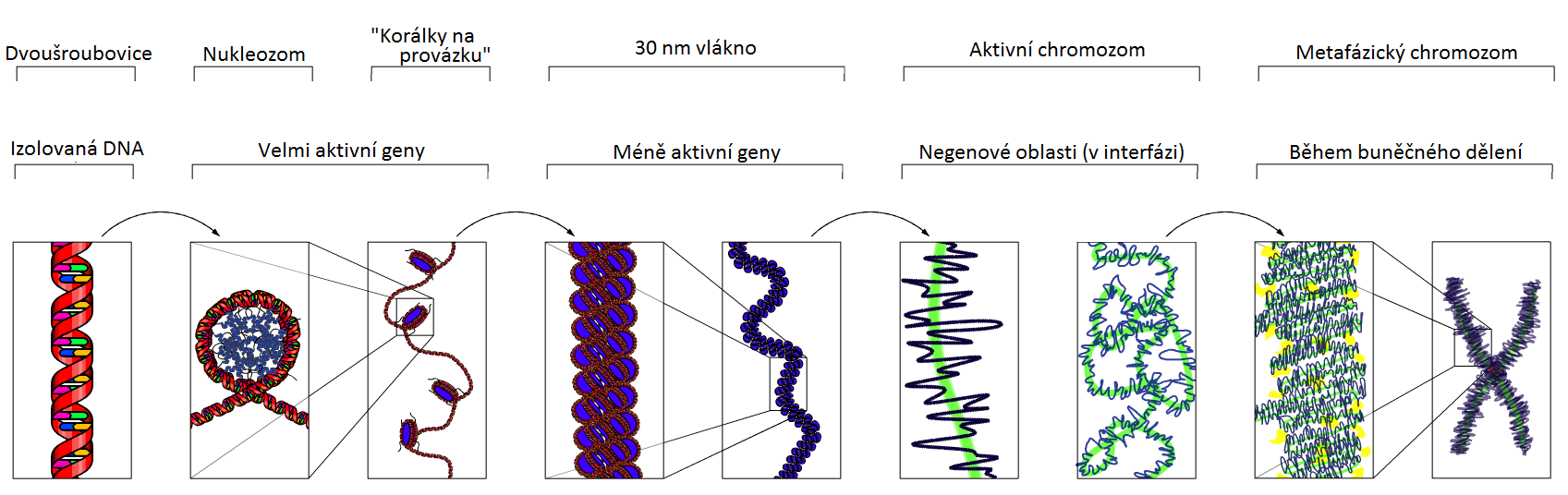
Úrovně sbalení eukaryotické DNA

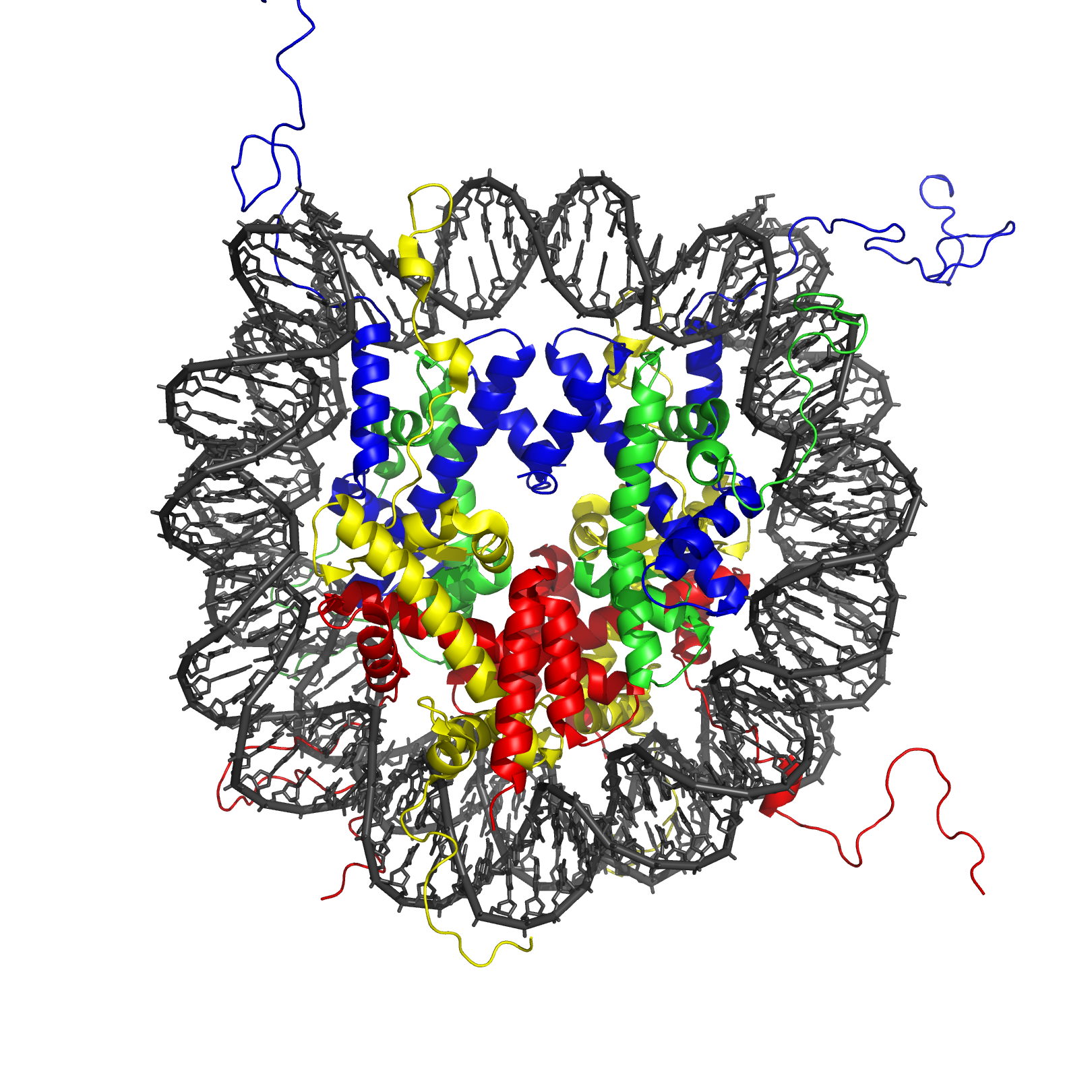
Nukleozom je nejlépe známá úroveň sbalení DNA, ve vyšších úrovních už není tak jasno

Kondenzace („sbalování“) a dekondenzace DNA jsou dva protichůdné procesy, umožňující remodelaci molekuly DNA do kompaktnějšího či naopak volnějšího uspořádání. Především u eukaryot je nutné sbalit DNA poměrně důkladně, neboť lineární délka řetězce DNA v každé lidské buňce činí dva metry, přičemž např. během buněčného dělení musí vzniknout chromozomy o délce několika mikrometrů. Kondenzace se děje na několika úrovních a je obezřetně regulována, jelikož má významný vliv na genovou expresi. Zjednodušeně platí, že kondenzované oblasti jsou spíše transkripčně umlčené, tzn. geny v nich ležící se nepřepisují. Silně a trvale kondenzovanými oblastmi jsou regiony bez genů, tzv. heterochromatin, naopak v euchromatinu je míra kondenzace zpravidla nižší.

## Přehled
Virová DNA obvykle příliš kondenzována není, ačkoliv i u ní se projevuje často nadšroubovicové vinutí (supercoiling). U bakterií se již vyvinul jistý aparát, který DNA kondenzuje, zejména díky polyaminům, ale i jistým proteinům. Nejkomplikovanější je však nicméně kondenzace eukaryotického jaderného genomu.
Hlavní roli v eukaryotické kondenzaci hrají proteiny histony, přítomné v jádře v obrovském množství. Hlavní bílkovinnou jednotkou je nukleozom, oktamer tvořený osmi histony (H2A, H2B, H3 a H4, každý z nich dvakrát). DNA má původně šířku asi 2 nanometry, ale po omotání řetězce kolem nukleozomů vzniká 10nm vlákno. To však má ještě schopnost přecházet na kompaktnější 30nm vlákno. Délka DNA se tím zkrátí asi čtyřicetkrát. Další úrovně sbalení (existují ještě nejméně dvě) jsou poněkud zahaleny tajemstvím a kontroverzí, nicméně musí k nim docházet, aby vznikly chromozomy o tloušťce několik stovek nanometrů.
Na úrovni histonů mají významnou roli v regulaci sbalování DNA histonové modifikace. Každý histon má na svém konci ocásek („tail“, CTD), kde dochází například k acetylacím či třeba methylacím. Acetylace například neutralizuje kladný náboj na lysinových zbytcích histonů, čímž se stává vazba DNA na bílkovinu mnohem slabší a méně náchylná ke vzniku 320 nm vláken. Spíše opačný efekt má methylace. Záleží na konkrétní pozici acetylů a dalších vazebných skupin a zdá se tedy, že platí určitý histonový kód: příkladem je lysin na pozici 9 v H3 histonu – ten je acetylován v silně kondenzovaných oblastech heterochromatinu. Další proteiny jsou schopné číst tento kód a dále ovlivňovat kondenzaci. Dále byl u některých eukaryot odhalen komplex SWI/SNF, který je schopen vyvolat v určité oblasti sklouznutí nukleozomů podél vlákna DNA a vystavit tak například některé regulační sekvence na dosah transkripčním faktorům. Na regulaci represe se dále podílí komplexy Polycomb a Trithorax. Tyto všechny a další úpravy DNA mají rozhodující vliv na spouštění transkripce – vazba na promotor se uskuteční jen tehdy, je-li k němu vytvořen přístup.